# Como Calcio 1980-1981
Questa voce raccoglie le informazioni riguardanti il Como Calcio nelle competizioni ufficiali della stagione 1980-1981.

## Stagione
In questa stagione il Como ha giocato in Serie A per la sesta volta nella sua storia. Ha concluso il torneo al tredicesimo posto, con 25 punti così ripartiti: 8 vittorie, 9 pareggi, 13 sconfitte.
È stato eliminato al primo turno dalla Coppa Italia, e si è classificato primo a pari merito nella Mitropa Cup, ottenendo il bronzo per la differenza reti. Ha preso parte inoltre al Torneo di Capodanno ottenendo il primato (sempre ex aequo) in classifica cannonieri con le 2 reti di Ezio Cavagnetto.

## Rosa
| N. |                   | Ruolo | Calciatore        |
| -- | ----------------- | ----- | ----------------- |
|    | Italia (bandiera) | P     | Villiam Vecchi    |
|    | Italia (bandiera) | P     | Giuliano Giuliani |
|    | Italia (bandiera) | P     | Simone Braglia    |
|    | Italia (bandiera) | D     | Silvano Fontolan  |
|    | Italia (bandiera) | D     | Pietro Vierchowod |
|    | Italia (bandiera) | D     | Piero Volpi       |
|    | Italia (bandiera) | D     | Mariano Riva      |
|    | Italia (bandiera) | D     | Giuseppe Marozzi  |
|    | Italia (bandiera) | D     | Roberto Galia     |
|    | Italia (bandiera) | D     | Gabriele Ratti    |
|    | Italia (bandiera) | D     | Stefano Maccoppi  |

| N. |                   | Ruolo | Calciatore           |
| -- | ----------------- | ----- | -------------------- |
|    | Italia (bandiera) | C     | Massimo Mancini      |
|    | Italia (bandiera) | C     | Giancarlo Centi      |
|    | Italia (bandiera) | C     | Adriano Lombardi     |
|    | Italia (bandiera) | C     | Doriano Pozzato      |
|    | Italia (bandiera) | C     | Maurizio Giovannelli |
|    | Italia (bandiera) | C     | Luca Danilo Fusi     |
|    | Italia (bandiera) | A     | Marco Nicoletti      |
|    | Italia (bandiera) | A     | Ezio Cavagnetto      |
|    | Italia (bandiera) | A     | Renzo Gobbo          |
|    | Italia (bandiera) | A     | Roberto Mandressi    |
|    | Italia (bandiera) | A     | Franco De Falco      |

## Risultati

### Serie A

#### Girone di andata
| Arbitro: | Michelotti (Parma) |

|  |           |                  |
|  | Marcatori | 25’ (aut.) Volpi |

| Arbitro: | Patrussi (Arezzo) |

|                                        |           |  |
| Lombardi 20’ (aut.) Cabrini 35’ (rig.) | Marcatori |  |

| Arbitro: | Menegali (Roma) |

|              |           |  |
| Lombardi 45’ | Marcatori |  |

| Arbitro: | Pieri (Genova) |

|                         |           |  |
| Palanca 60’ Boscolo 64’ | Marcatori |  |

| Arbitro: | Paparesta (Bari) |

|                                    |           |  |
| Mandressi 35’ Nicoletti 59’ (rig.) | Marcatori |  |

| Arbitro: | Ballerini (La Spezia) |

|                                |           |                |
| Mario Piga 33’ Criscimanni 53’ | Marcatori | 18’ Cavagnetto |

| Arbitro: | Terpin (Trieste) |

|                 |           |               |
| F. Graziani 18’ | Marcatori | 74’ Nicoletti |

| Arbitro: | Longhi (Roma) |

|                          |           |             |
| Centi 57’ Cavagnetto 77’ | Marcatori | 86’ Fattori |

| Arbitro: | Romeo Paparesta (Bari) |

|                             |           |          |
| Gasparini 41’ Scanziani 75’ | Marcatori | 48’ Riva |

| Arbitro: | Lo Bello (Siracusa) |

|                      |           |  |
| Nicoletti 82’ (rig.) | Marcatori |  |

| Arbitro: | Longhi (Roma) |

|                   |           |  |
| Chimenti 20’, 70’ | Marcatori |  |

| Arbitro: | Benedetti (Roma) |

|                                           |           |                     |
| Vierchowod 15’ Azzali 29’ (aut.) Riva 71’ | Marcatori | 63’ (rig.) Selvaggi |

| Arbitro: | Ballerini (La Spezia) |

|                       |           |  |
| C. Pellegrini 5’, 85’ | Marcatori |  |

| Arbitro: | Lo Bello (Siracusa) |

|                    |           |                         |
| Cavagnetto 41’ 81’ | Marcatori | 54’ Torresani 89’ Penzo |

| Arbitro: | Terpin (Trieste) |

|             |           |          |
| Colomba 47’ | Marcatori | 5’ Gobbo |

#### Girone di ritorno
| Arbitro: | Prati (Parma) |

|                   |           |             |
| Pruzzo 56’ (rig.) | Marcatori | 5’ Lombardi |

| Arbitro: | Redini (Pisa) |

|                      |           |                          |
| Nicoletti 69’ (rig.) | Marcatori | 32’ Bettega 36’ Tardelli |

| Arbitro: | Mattei (Macerata) |

|                      |           |           |
| Ambu 7’ Prohaska 81’ | Marcatori | 41’ Gobbo |

| Como 1º marzo 1981, ore 15.00 UTC 19ª giornata | Como          | 0 – 0 referto | Catanzaro | Stadio Giuseppe Sinigaglia\| Arbitro: \| Ciulli (Roma) \| |
| Arbitro:                                       | Ciulli (Roma) |               |           |                                                           |

| Arbitro: | Lattanzi (Roma) |

|                 |           |  |
| Zanone 15’, 69’ | Marcatori |  |

| Arbitro: | Menegali (Roma) |

|                         |           |  |
| Nicoletti 50’ Gobbo 57’ | Marcatori |  |

| Arbitro: | Agnolin (Bassano del Grappa) |

|  |           |                      |
|  | Marcatori | 17’ Pulici 58’ Pecci |

| Arbitro: | Lops (Torino) |

|                |           |           |
| Casagrande 76’ | Marcatori | 81’ Gobbo |

| Como 5 aprile 1981, ore 15.00 UTC 24ª giornata | Como          | 0 – 0 referto | Ascoli | Stadio Giuseppe Sinigaglia\| Arbitro: \| Ciulli (Roma) \| |
| Arbitro:                                       | Ciulli (Roma) |               |        |                                                           |

| Perugia 12 aprile 1981, ore 15.00 UTC 25ª giornata | Perugia          | 0 – 0 referto | Como | Stadio Renato Curi\| Arbitro: \| D'Elia (Salerno) \| |
| Arbitro:                                           | D'Elia (Salerno) |               |      |                                                      |

| Arbitro: | Pieri (Genova) |

|                |           |  |
| Vierchowod 35’ | Marcatori |  |

| Arbitro: | Lattanzi (Roma) |

|              |           |             |
| Osellame 63’ | Marcatori | 48’ Pozzato |

| Arbitro: | Menicucci (Firenze) |

|  |           |          |
|  | Marcatori | 90’ Palo |

| Arbitro: | Agnolin (Bassano del Grappa) |

|           |           |  |
| Sella 42’ | Marcatori |  |

| Arbitro: | Menegali (Roma) |

|                         |           |                  |
| Nicoletti 16’ Galia 33’ | Marcatori | 25’ (rig.) Paris |

### Coppa Italia

#### Girone terzo
| Arbitro: | D'Elia (Salerno) |

|                           |           |  |
| Mastalli 38’ Acanfora 56’ | Marcatori |  |

| Como 24 agosto 1980 2ª giornata | Como             | 0 – 0 | Foggia | Stadio Giuseppe Sinigaglia\| Arbitro: \| Vitali (Bologna) \| |
| Arbitro:                        | Vitali (Bologna) |       |        |                                                              |

| Arbitro: | Lo Bello (Siracusa) |

|                        |           |           |
| Piras 49’ Brugnera 74’ | Marcatori | 35’ Gobbo |

| Como 3 settembre 1980 4ª giornata | Como                  | 0 – 0 | SPAL | Stadio Giuseppe Sinigaglia\| Arbitro: \| Ballerini (La Spezia) \| |
| Arbitro:                          | Ballerini (La Spezia) |       |      |                                                                   |

| 7 settembre 1980 5ª giornata |  | – Turno riposo Como |  |  |

### Coppa Mitropa
| 10 ottobre 1980 1ª giornata | Como | 2 – 0 | NK Zagabria |  |

| 5 novembre 1980 2ª giornata | Tatran Prešov | 4 – 1 | Como |  |

| 26 novembre 1980 3ª giornata | Csepel | 0 – 0 | Como |  |

| 18 marzo 1981 4ª giornata | NK Zagabria | 2 – 1 | Como |  |

| 8 aprile 1981 5ª giornata | Como | 1 – 0 | Tatran Prešov |  |

| 21 aprile 1981 6ª giornata | Como | 2 – 1 | Csepel |  |

### Torneo di Capodanno

#### Girone C
| Arbitro: | Falzier (Treviso) |

|                |           |                                                    |
| Cavagnetto 26’ | Marcatori | 68’ Marocchino 71’ (aut.) Fontolan I 86’ Galderisi |

| Arbitro: | Milan (Treviso) |

|                       |           |             |
| Marozzi 36’ Piras 83’ | Marcatori | 62’ Pozzato |

## Statistiche

### Statistiche di squadra
| Competizione | Punti | In casa | In casa | In casa | In casa | In casa | In casa | In trasferta | In trasferta | In trasferta | In trasferta | In trasferta | In trasferta | Totale | Totale | Totale | Totale | Totale | Totale | DR  |
| Competizione | Punti | G       | V       | N       | P       | Gf      | Gs      | G            | V            | N            | P            | Gf           | Gs           | G      | V      | N      | P      | Gf     | Gs     | DR  |
| ------------ | ----- | ------- | ------- | ------- | ------- | ------- | ------- | ------------ | ------------ | ------------ | ------------ | ------------ | ------------ | ------ | ------ | ------ | ------ | ------ | ------ | --- |
| Serie A      | 25    | 15      | 8       | 3       | 4       | 17      | 11      | 15           | 0            | 6            | 9            | 8            | 22           | 30     | 8      | 9      | 13     | 25     | 33     | -8  |
| Coppa Italia | 2     | 2       | 0       | 2       | 0       | 0       | 0       | 2            | 0            | 0            | 2            | 1            | 4            | 4      | 0      | 2      | 2      | 1      | 4      | -3  |
| Totale       |       | 17      | 8       | 5       | 4       | 17      | 11      | 17           | 0            | 6            | 11           | 9            | 26           | 34     | 8      | 11     | 15     | 26     | 37     | -11 |

### Statistiche dei giocatori
| Giocatore      | Serie A  | Serie A | Serie A     | Serie A    | Coppa Italia | Coppa Italia | Coppa Italia | Coppa Italia | Totale   | Totale | Totale      | Totale     |
| Giocatore      | Presenze | Reti    | Ammonizioni | Espulsioni | Presenze     | Reti         | Ammonizioni  | Espulsioni   | Presenze | Reti   | Ammonizioni | Espulsioni |
| -------------- | -------- | ------- | ----------- | ---------- | ------------ | ------------ | ------------ | ------------ | -------- | ------ | ----------- | ---------- |
| E. Cavagnetto  | 24       | 4       | ?           | ?          | -            | -            | -            | -            | 24       | 4      | 0+          | 0+         |
| G. Centi       | 30       | 1       | ?           | ?          | 4            | 0            | ?            | ?            | 34       | 1      | ?           | ?          |
| F. De Falco    | 2        | 0       | ?           | ?          | 4            | 0            | ?            | ?            | 6        | 0      | ?           | ?          |
| S. Fontolan    | 30       | 0       | ?           | ?          | 4            | 0            | ?            | ?            | 34       | 0      | ?           | ?          |
| R. Galia       | 3        | 1       | ?           | ?          | -            | -            | -            | -            | 3        | 1      | 0+          | 0+         |
| M. Giovannelli | 13       | 0       | ?           | ?          | 2            | 0            | ?            | ?            | 15       | 0      | ?           | ?          |
| G. Giuliani    | 4        | -4      | ?           | ?          | -            | -            | -            | -            | 4        | -4     | 0+          | 0+         |
| R. Gobbo       | 22       | 4       | ?           | ?          | 3            | 1            | ?            | ?            | 25       | 5      | ?           | ?          |
| A. Lombardi    | 25       | 2       | ?           | ?          | 4            | 0            | ?            | ?            | 29       | 2      | ?           | ?          |
| M. Mancini     | 30       | 0       | ?           | ?          | 4            | 0            | ?            | ?            | 34       | 0      | ?           | ?          |
| R. Mandressi   | 11       | 1       | ?           | ?          | 1            | 0            | ?            | ?            | 12       | 1      | ?           | ?          |
| G. Marozzi     | 7        | 0       | ?           | ?          | -            | -            | -            | -            | 7        | 0      | 0+          | 0+         |
| M. Nicoletti   | 28       | 6       | ?           | ?          | 4            | 0            | ?            | ?            | 32       | 6      | ?           | ?          |
| D. Pozzato     | 19       | 1       | ?           | ?          | -            | -            | -            | -            | 19       | 1      | 0+          | 0+         |
| G. Ratti       | 2        | 0       | ?           | ?          | -            | -            | -            | -            | 2        | 0      | 0+          | 0+         |
| M. Riva        | 26       | 2       | ?           | ?          | 4            | 0            | ?            | ?            | 30       | 2      | ?           | ?          |
| W. Vecchi      | 26       | -29     | ?           | ?          | 4            | -4           | ?            | ?            | 30       | -33    | ?           | ?          |
| P. Vierchowod  | 30       | 2       | ?           | ?          | 4            | 0            | ?            | ?            | 34       | 2      | ?           | ?          |
| P. Volpi       | 29       | 0       | ?           | ?          | 4            | 0            | ?            | ?            | 33       | 0      | ?           | ?          |